# Chris Milk

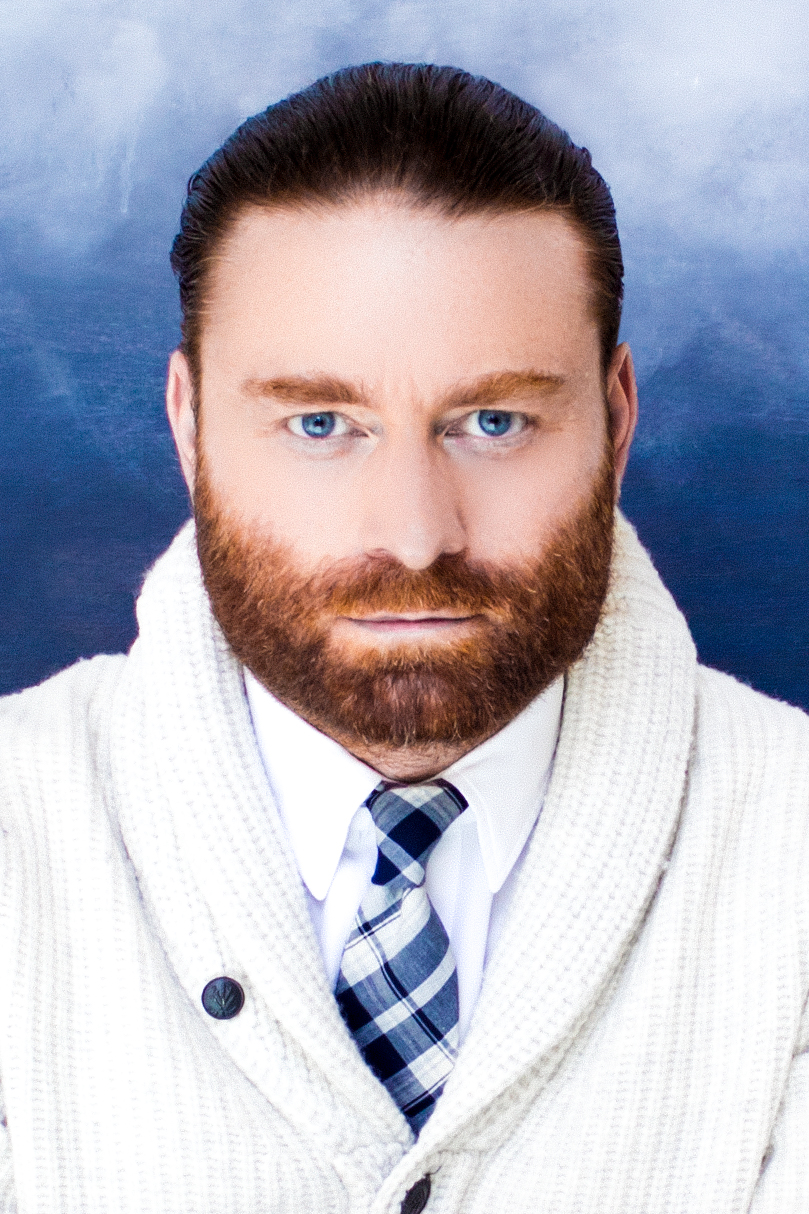
Chris Milk (2015)

Chris Milk ist ein US-amerikanischer Musikvideoregisseur. Er hat unter anderem Videos für Kanye West, U2, Green Day,  Courtney Love, Audioslave, Modest Mouse und Gnarls Barkley gestaltet. Er entwarf zahlreiche Clips für die Fernsehwerbung.
Milk wurde 2008 zum Music Video Director of the Year von der Music Video Production Association nominiert.

## Videos

### Musikvideos
- 2003

The Chemical Brothers feat. The Flaming Lips – The Golden Path
- 2004

Courtney Love – Mono
Kanye West feat. Syleena Johnson – All Falls Down
Kanye West – Jesus Walks (Version 2 – Chain Gang/KKK Burning Cross)
Jet – Rollover DJ
Modest Mouse – Ocean Breathes Salty
John Mellencamp – Walk Tall
- 2005

Natasha Bedingfield – These Words (North American Version – Boom Boxes)
Audioslave – Doesn't Remind Me
- 2006

Kanye West feat. Lupe Fiasco – Touch the Sky
Gnarls Barkley – Gone Daddy Gone
U2 & Green Day – The Saints Are Coming
- 2008

Gnarls Barkley  – Who's Gonna Save My Soul
- 2010

Arcade Fire  – We Used to Wait (The Wilderness Downtown; Interaktives Musikvideo)
Johnny Cash  – Ain't No Grave/The Johnny Cash Project
- 2011

Danger Mouse & Daniele Luppi starring Jack White & Norah Jones  – 3 Dreams of Black"

## Filmographie

### Kurzfilm
- Last Day Dream, ein Mann sieht sein Leben in 42 Sekunden an sich vorbeiziehen Chris Milk I Home

(Produziert für das 42 Second Dream Film Festival Beijing China 2009, WAKE UP DREAM TIGHT (Memento vom 29. September 2008 im Internet Archive))
- Weather (Szene aus The Weather Man)